# Caulacanthaceae
Caulacanthaceae, porodica crvenih algi, dio reda Gigartinales. Postoji osam priznatih rodova s desetak vrsta.

## Rodovi
1. Catenella Greville 5
2. Caulacanthus Kützing  3
3. Feldmannophycus Augier & Boudouresque 1
4. Heringia J.Agardh 1
5. Montemaria A.B.Joly & Alveal 1
6. Pseudocaulacanthus Huisman 1
7. Sterrocladia F.Schmitz  2
8. Taylorophycus E.Y.Dawson 2